# Fanny (Band)

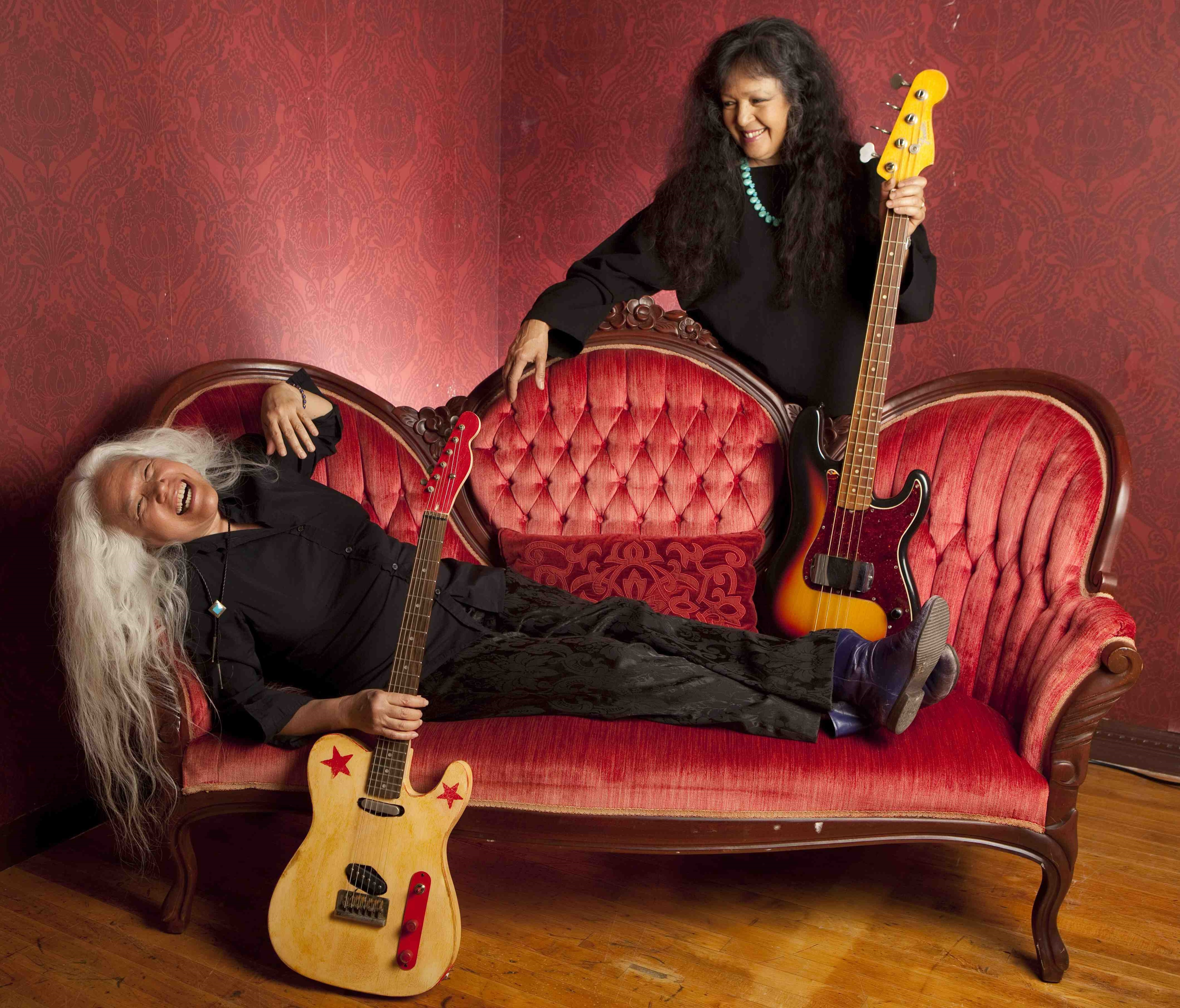
Fanny: die früheren Bandmitglieder June und Jean Millington (2011)

Fanny war eine US-amerikanische Rockband, die in den frühen 1970er Jahren aktiv war. Sie war eine der ersten namhaften Rockbands, die ausschließlich aus Frauen bestand, die dritte, die bei einem Major-Label unter Vertrag ging (nach Goldie and the Gingerbreads und The Pleasure Seekers), und veröffentlichte als erste ein Album bei einem Major-Label (Reprise, 1970). Die Band veröffentlichte fünf Alben und erreichte die Top 40 der Billboard Hot 100 mit zwei Singles. Fanny inspirierte nachfolgende Frauen-Rockbands wie The Runaways, Go-Go’s und The Bangles.

## Geschichte
Die beiden Schwestern June Millington (* 14. April 1948, Manila, Philippinen) und Jean Millington (* 25. Mai 1949, Manila, Philippinen) zogen 1961 gemeinsam mit ihrer Familie von den Philippinen nach Sacramento, Kalifornien. In der Highschool gründeten sie die Band The Svelts mit June an der Gitarre, Jean am Bass, Addie Lee an der Gitarre und Brie Brandt am Schlagzeug. Später wurde Brandt durch Alice de Buhr (* 1950, Mason City, Iowa) ersetzt. Nach der Auflösung von The Svelts gründete de Buhr die Gruppe Wild Honey, die auch ausschließlich aus Frauen bestand. Die Millington-Schwestern schlossen sich der Band an und gemeinsam machten sie sich auf den Weg nach Los Angeles.
Frustriert durch den Mangel an Erfolg oder Respekt in der von Männern dominierten Rockszene, entschloss sich Wild Honey 1969 zu einem letzten Auftritt im Troubadour Club in Los Angeles, um sich anschließend aufzulösen. Im Publikum befand sich der Produzent Richard Perry, der auf der Suche nach einer Frauenband war. Er konnte Warner Brothers davon überzeugen, die Band beim Plattenlabel Reprise Records unter Vertrag zu nehmen. Vor der Aufnahme des ersten Albums wurde die Band um die Keyboarderin Nickey Barclay (* 1951, Washington, DC) erweitert, welche Mitglied bei Joe Cockers Mad Dogs & Englishmen-Tournee war. Wild Honey wurde in Fanny umbenannt. Der Name wurde von den Bandmitgliedern nicht wegen einer etwaigen sexuellen Bedeutung (fanny [AE] = Hintern bzw. [BE] = Vagina) gewählt, sondern sollte als kurzer und eingängiger Frauenname die Band repräsentieren.
Perry produzierte die ersten drei Alben der Band: Fanny (1970), Charity Ball (1971) und Fanny Hill (1972). Die Nummer „Charity Ball“ vom zweiten Album erreichte Platz 40 der Billboard Hot 100. Die Bandmitglieder arbeiteten auch als Studiomusikerinnen, insbesondere bei Barbra Streisands 1971 Album Barbra Joan Streisand. Das vierte Album, Mother's Pride (1973), wurde von Todd Rundgren produziert. Mit der jungen Toningenieurin Leslie Ann Jones als Road Manager und Live-Mixer tourte Fanny weltweit. Die Band spielte als Vorgruppe von Slade, Jethro Tull und Humble Pie und gewann große Beliebtheit in Großbritannien.
Nach Mother's Pride verließen June Millington und Alice de Buhr die Band. Patti Quatro (Schwester von Suzi Quatro) trat als Gitarristin und Brie Brandt (die bereits bei der früheren Band The Svelts mitspielte) als Schlagzeugerin bei. Mit der neuen Besetzung kam die Band bei Casablanca Records unter Vertrag und veröffentlichte 1974 das letzte Fanny-Album, Rock and Roll Survivors. Kurz nach Fertigstellung des Albums verließ Brandt die Gruppe und heiratete den Komponisten James Newton Howard. Die Schlagzeugerin wurde durch Cam Davis ersetzt. Kurz danach löste sich die Band auf, trotz ihres größten Hits Butter Boy, der im April 1975 Platz 29 der Billboard Hot 100 erreichte.
In einem Interview von 1999 mit Rolling Stone, drückte Fanny-Fan David Bowie seinen Respekt für die Band aus:

“One of the most important female bands in American rock has been buried without a trace. And that is Fanny. They were one of the finest... rock bands of their time, in about 1973. They were extraordinary... they're as important as anybody else who's ever been, ever; it just wasn't their time. Revivify Fanny. And I will feel that my work is done.”

„Eine der wichtigsten Frauenbands des American Rock wurde spurlos begraben. Und das ist Fanny. Sie waren eine der besten... Rockbands ihrer Zeit, um 1973. Sie waren außergewöhnlich... sie sind so wichtig wie jeder andere, der jemals gewesen ist, jemals; es war einfach nicht ihre Zeit. Belebt Fanny wieder. Und ich werde das Gefühl haben, dass meine Arbeit getan ist.“

Nach der Trennung 1975 tourten die Millington-Schwestern kurze Zeit mit einer Neubesetzung von Fanny, spielten aber keine alten Fanny-Stücke. Aus der Gruppe entwickelte sich eine neue Band mit dem Namen L.A. All-Stars. Einige Plattenfirmen zeigten Interesse für die Band, jedoch mit der Bedingung, dass sie unter dem Namen Fanny und nur deren alte Stücke spielten. June Millington lehnte dies ab. June, die als heißeste weibliche Gitarristin in der Musikindustrie von Guitar Player betitelt wurde, war unter anderem als Musikproduzentin für Holly Near, Cris Williamson und Bitch and Animal tätig. Außerdem betreibt sie das Institute for the Musical Arts in Goshen, Massachusetts, ein Musikcamp für junge Mädchen. Ihre Schwester Jean war ab 1978 verheiratet mit Bowies Gitarrist Earl Slick und ist derzeit als Herbalistin tätig. Die Millington-Schwestern machten auch nach Fanny weiter Aufnahmen gemeinsam. Zuletzt arbeiteten sie 2011 am Album Play Like a Girl bei Junes Label Fabulous Records.
Patti Quatro arbeitete weiter als Studiomusikerin für ihre Schwester Suzi Quatro sowie für Electric Light Orchestra, Keith Moon und France Gall und war an der Neuauflage von Stücken von The Pleasure Seekers, einer alten Band der Quatro-Schwestern, beteiligt.
Brie Brandt, bekannt als Brie Howard-Darling, war nach Fanny weiter musikalisch aktiv, tourte und machte Aufnahmen mit Carole King, Jimmy Buffett, Elton John, Robbie Nevil und Jack Wagner. Sie war Frontfrau der Band American Girls, die 1986 ein Album herausbrachten, und Boxing Gandhis, die seit Mitte der 1990er vier Alben veröffentlichten. Außerdem begann sie eine aktive Schauspielkarriere mit dem Film Der Android von 1982 und ist Mutter des Playmates Brandi Brandt.
2002 veröffentlichte Rhino Records das limitierte 4-CD Boxset First Time in a Long Time, das die ersten vier Studioalben von Fanny mit Live-Aufnahmen, Outtakes und Werbeartikel beinhaltete. Ein Wiedervereinigungskonzert mit den Millington-Schwestern und Alice de Buhr fand im Berklee College of Music am 20. April 2007 statt, bei dem die Bandmitglieder die „Woman of Valor“ Auszeichnung von Rockrgrl erhielten.
Im Jahr 2018 veröffentlichten Jean Millington-Adamian, June Millington und Brie Howard-Darling als Fanny Walked the Earth ein gleichnamiges Album.
2021 erschien der Dokumentarfilm Fanny: The Right to Rock über die Geschichte der Band.

## Diskografie

### Alben
| Jahr | Titel        | Höchstplatzierung, Gesamtwochen, AuszeichnungChartsChartplatzierungen (Jahr, Titel, Platzierungen, Wochen, Auszeichnungen, Anmerkungen) | Anmerkungen                                                        |
| Jahr | Titel        | US | Anmerkungen                                                        |
| ---- | ------------ | --- | ------------------------------------------------------------------ |
| 1971 | Charity Ball | US150 (7 Wo.)US | Reprise Records, Neuveröffentlichung auf CD, 2014, Real Gone Music |
| 1972 | Fanny Hill   | US135 (6 Wo.)US | Reprise Records, Neuveröffentlichung auf CD, 2015, Real Gone Music |

Weitere Alben
- 1970: Fanny (Reprise Records, Neuveröffentlichung auf CD, 2013, Real Gone Music)
- 1972: Fanny Live (Slick Music)
- 1973: Mother's Pride (Reprise Records)
- 1974: Rock and Roll Survivors (Casablanca Records; neuveröffentlicht von Cherry Red Records, 2009)
- 2002: First Time in a Long Time (Boxset, Rhino Records)
- 2018: Fanny Walked the Earth (Blue Élan Records)
- 2024: Live on Beat-Club '71–'72 (Real Gone Music)
- 2024: The Reprise Years 1970–1973 (Cherry Red)

### Singles (Auswahl)
| Jahr | Titel Album         | Höchstplatzierung, Gesamtwochen, AuszeichnungChartsChartplatzierungen (Jahr, Titel, Album, Platzierungen, Wochen, Auszeichnungen, Anmerkungen) | Anmerkungen |
| Jahr | Titel Album         | US | Anmerkungen |
| ---- | ------------------- | --- | ----------- |
| 1971 | Charity Ball        | US40 (10 Wo.)US |             |
| 1972 | Ain’t That Peculiar | US85 (3 Wo.)US |             |
| 1974 | I’ve Had It         | US79 (7 Wo.)US |             |
| 1975 | Butter Boy          | US29 (11 Wo.)US |             |